# Cejlon Brytyjski na Igrzyskach Imperium Brytyjskiego 1938
Cejlon Brytyjski wystartował na Igrzyskach Imperium Brytyjskiego w 1938 roku w Sydney jako jedna z 15 reprezentacji. Była to trzecia edycja tej imprezy sportowej oraz pierwszy start cejlońskich zawodników. Reprezentacja zajęła siódme miejsce w generalnej klasyfikacji medalowej igrzysk, zdobywając jeden złoty medal.

## Medale
| Dyscyplina | Złoto | Srebro | Brąz | Razem |
| ---------- | ----- | ------ | ---- | ----- |
| Boks       | 1     | -      | -    | 1     |

### Medaliści
Boks
- Ansdale William Henricus - waga piórkowa (do 57 kg)

## Skład reprezentacji
Boks
- Ansdale William Henricus - waga piórkowa (1. miejsce)
- Frank Clement deNiese - waga lekka (miejsca 4-6)

 Lekkoatletyka
- Duncan White - bieg na 220 jardów (odpadł w półfinale), bieg na 440 jardów (odpadł w eliminacjach)
- Henry Arthur Perera - skok wzwyż (8. miejsce)
- Walter Wilmot Tambimuttu - skok w dal (6. miejsce), trójskok (nie pojawił się na starcie)
- Arthur Cletus Dep - skok o tyczce (9. miejsce)

 Pływanie
- Frank Digby Swan - 110 jardów stylem dowolnym (odpadł w eliminacjach)